# 클라토비구

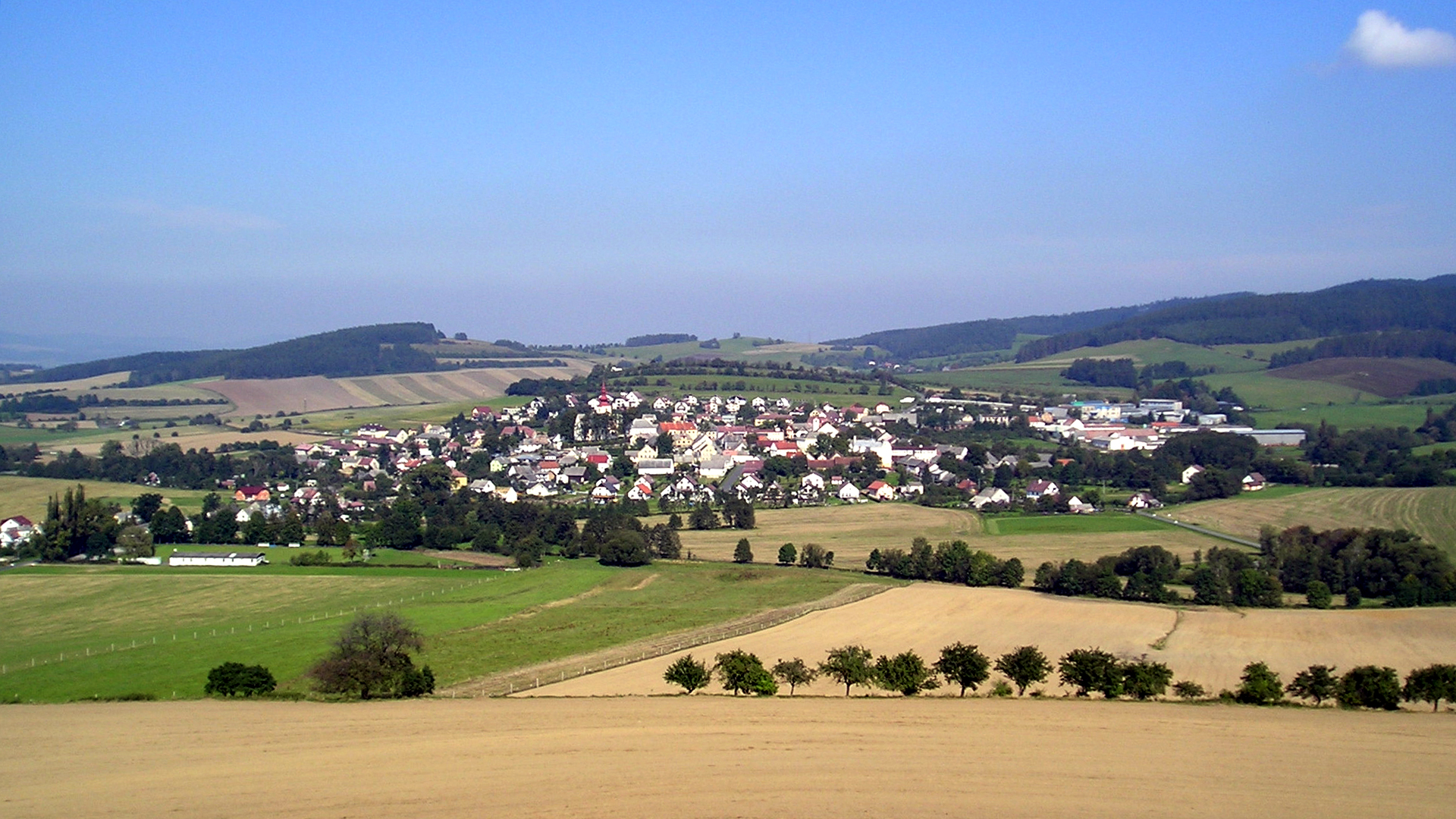
클라토비구 스트라조프의 농촌 풍경

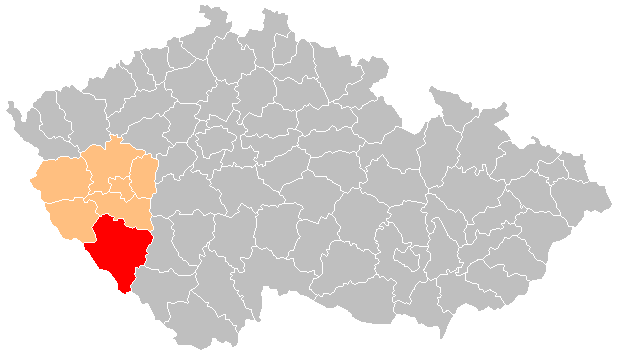
클라토비구의 위치

클라토비구(체코어: Okres Klatovy)는 체코 플젠주를 구성하는 7개 구 가운데 하나로 행정 중심지는 클라토비이며 면적은 1,945.69km2, 인구는 86,336명(2019년 1월 1일 기준), 인구 밀도는 44명/km2이다.
플젠주 남부에 위치하며 94개 지방 자치체(18개 시, 76개 마을)를 관할한다. 플젠주 남플젠구, 도마줄리체구, 남보헤미아주 프라하티체구, 스트라코니체구와 접하며 남쪽으로는 독일과 국경을 접한다.